# Liste der Nummer-eins-Hits in den USA (1941)
Dies ist eine Liste der Nummer-eins-Hits in den von Billboard ermittelten Best-Sellers-in-Stores-Charts (Verkaufscharts) in den USA im Jahr 1941. In diesem Jahr gab es elf Nummer-eins-Singles.
| ← 1940 ← | Liste der Nummer-eins-Hits in den USA | Liste der Nummer-eins-Hits in den USA                          | Liste der Nummer-eins-Hits in den USA                                                                          | 1942 →                    |
| \| Zeitraum \| Wo. ges. \| Interpret \| Titel Autor(en) \| Zusätzliche Informationen \| \| (Zeitraum, Wochen auf Platz eins, Interpret, Titel, Autor[en], zusätzliche Informationen) \| \| \| \| \| \| ----------------------------------------------------------------------------------------- \| -------- \| -------------------------------------------------------------- \| ----------------------------------------------------------------------------------------------------------------- \| ------------------------- \| \| 21. Dezember 1940 – 14. März 1941 12 Wochen (insgesamt 13) \| 13 \| Artie Shaw & His Orchestra \| Frenesi[1] Alberto Dominguez \| - \| \| 15. März 1941 – 21. März 1941 1 Woche (insgesamt 1) \| 1 \| Glenn Miller & His Orchestra \| The Song of the Volga Boatmen[2] Traditional \| - \| \| 22. März 1941 – 28. März 1941 1 Woche (insgesamt 13) \| 13 \| Artie Shaw & His Orchestra \| Frenesi Alberto Dominguez \| - \| \| 29. März 1941 – 6. Juni 1941 10 Wochen (insgesamt 10) \| 10 \| Jimmy Dorsey & His Orchestra with Helen O’Connell & Bob Eberly \| Amapola[3] José María Lacalle, Albert Gamse \| - \| \| 7. Juni 1941 – 13. Juni 1941 1 Woche (insgesamt 2) \| 2 \| Jimmy Dorsey & His Orchestra with Bob Eberly \| My Sister and I[4] Alex Kramer, Hy Zaret, Joan Whitney \| - \| \| 14. Juni 1941 – 20. Juni 1941 1 Woche (insgesamt 2) \| 2 \| Jimmy Dorsey & His Orchestra with Bob Eberly \| Maria Elena[5] Lorenzo Barcelata, Bob Russell \| - \| \| 21. Juni 1941 – 27. Juni 1941 1 Woche (insgesamt 8) \| 8 \| Swing and Sway with Sammy Kaye with the Kaye Choir \| Daddy[6] Bobby Troup \| - \| \| 28. Juni 1941 – 4. Juli 1941 1 Woche (insgesamt 2) \| 2 \| Jimmy Dorsey & His Orchestra with Bob Eberly \| My Sister and I Alex Kramer, Hy Zaret, Joan Whitney \| - \| \| 5. Juli 1941 – 11. Juli 1941 1 Woche (insgesamt 2) \| 2 \| Jimmy Dorsey & His Orchestra with Bob Eberly \| Maria Elena Lorenzo Barcelata, Bob Russell \| - \| \| 12. Juli 1941 – 29. August 1941 7 Wochen (insgesamt 8) \| 8 \| Swing and Sway with Sammy Kaye with the Kaye Choir \| Daddy Bobby Troup \| - \| \| 30. August 1941 – 26. September 1941 4 Wochen (insgesamt 4) \| 4 \| Jimmy Dorsey & His Orchestra with Bob Eberly & Helen O’Connell \| Green Eyes (Aquellos ojos verdes)[7] Eddie Rivera, Eddie Woods, Nilo Menéndez \| - \| \| 27. September 1941 – 3. Oktober 1941 1 Woche (insgesamt 1) \| 1 \| Jimmy Dorsey & His Orchestra \| Blue Champagne[8] Frank Ryerson, Grady Watts \| - \| \| 4. Oktober 1941 – 28. November 1941 8 Wochen (insgesamt 8) \| 8 \| Freddy Martin & his Orchestra with Jack Fina \| Tonight We Love (Based on Tchaikovsky’s Piano Concerto in B Flat Minor)[9] Ray Austin, Freddy Martin, Bobby Worth \| - \| \| 29. November 1941 – 19. Dezember 1941 3 Wochen (insgesamt 9) \| 9 \| Glenn Miller & His Orchestra with Tex Beneke & The Modernaires \| Chattanooga Choo Choo[10] Harry Warren, Mack Gordon \| - \| \| 20. Dezember 1941 – 26. Dezember 1941 1 Woche (insgesamt 1) \| 1 \| Glenn Miller & His Orchestra with Ray Eberle & The Modernaires \| Elmer’s Tune[11] Dick Jurgens, Elmer Albrecht, Sammy Gallop \| - \| \| 27. Dezember 1941 – 6. Februar 1942 6 Wochen (insgesamt 9) \| 9 \| Glenn Miller & His Orchestra with Tex Beneke & The Modernaires \| Chattanooga Choo Choo Harry Warren, Mack Gordon \| - \| |                                       |                                                                | |                           |
| ← 1940 |                                       |                                                                | | → 1942 →                  |
| Zeitraum | Wo. ges.                              | Interpret                                                      | Titel Autor(en)                                                                                                | Zusätzliche Informationen |
| (Zeitraum, Wochen auf Platz eins, Interpret, Titel, Autor[en], zusätzliche Informationen) |                                       |                                                                | |                           |
| 21. Dezember 1940 – 14. März 1941 12 Wochen (insgesamt 13) | 13                                    | Artie Shaw & His Orchestra                                     | Frenesi Alberto Dominguez                                                                                      | -                         |
| 15. März 1941 – 21. März 1941 1 Woche (insgesamt 1) | 1                                     | Glenn Miller & His Orchestra                                   | The Song of the Volga Boatmen Traditional                                                                      | -                         |
| 22. März 1941 – 28. März 1941 1 Woche (insgesamt 13) | 13                                    | Artie Shaw & His Orchestra                                     | Frenesi Alberto Dominguez                                                                                      | -                         |
| 29. März 1941 – 6. Juni 1941 10 Wochen (insgesamt 10) | 10                                    | Jimmy Dorsey & His Orchestra with Helen O’Connell & Bob Eberly | Amapola José María Lacalle, Albert Gamse                                                                       | -                         |
| 7. Juni 1941 – 13. Juni 1941 1 Woche (insgesamt 2) | 2                                     | Jimmy Dorsey & His Orchestra with Bob Eberly                   | My Sister and I Alex Kramer, Hy Zaret, Joan Whitney                                                            | -                         |
| 14. Juni 1941 – 20. Juni 1941 1 Woche (insgesamt 2) | 2                                     | Jimmy Dorsey & His Orchestra with Bob Eberly                   | Maria Elena Lorenzo Barcelata, Bob Russell                                                                     | -                         |
| 21. Juni 1941 – 27. Juni 1941 1 Woche (insgesamt 8) | 8                                     | Swing and Sway with Sammy Kaye with the Kaye Choir             | Daddy Bobby Troup                                                                                              | -                         |
| 28. Juni 1941 – 4. Juli 1941 1 Woche (insgesamt 2) | 2                                     | Jimmy Dorsey & His Orchestra with Bob Eberly                   | My Sister and I Alex Kramer, Hy Zaret, Joan Whitney                                                            | -                         |
| 5. Juli 1941 – 11. Juli 1941 1 Woche (insgesamt 2) | 2                                     | Jimmy Dorsey & His Orchestra with Bob Eberly                   | Maria Elena Lorenzo Barcelata, Bob Russell                                                                     | -                         |
| 12. Juli 1941 – 29. August 1941 7 Wochen (insgesamt 8) | 8                                     | Swing and Sway with Sammy Kaye with the Kaye Choir             | Daddy Bobby Troup                                                                                              | -                         |
| 30. August 1941 – 26. September 1941 4 Wochen (insgesamt 4) | 4                                     | Jimmy Dorsey & His Orchestra with Bob Eberly & Helen O’Connell | Green Eyes (Aquellos ojos verdes) Eddie Rivera, Eddie Woods, Nilo Menéndez                                     | -                         |
| 27. September 1941 – 3. Oktober 1941 1 Woche (insgesamt 1) | 1                                     | Jimmy Dorsey & His Orchestra                                   | Blue Champagne Frank Ryerson, Grady Watts                                                                      | -                         |
| 4. Oktober 1941 – 28. November 1941 8 Wochen (insgesamt 8) | 8                                     | Freddy Martin & his Orchestra with Jack Fina                   | Tonight We Love (Based on Tchaikovsky’s Piano Concerto in B Flat Minor) Ray Austin, Freddy Martin, Bobby Worth | -                         |
| 29. November 1941 – 19. Dezember 1941 3 Wochen (insgesamt 9) | 9                                     | Glenn Miller & His Orchestra with Tex Beneke & The Modernaires | Chattanooga Choo Choo Harry Warren, Mack Gordon                                                                | -                         |
| 20. Dezember 1941 – 26. Dezember 1941 1 Woche (insgesamt 1) | 1                                     | Glenn Miller & His Orchestra with Ray Eberle & The Modernaires | Elmer’s Tune Dick Jurgens, Elmer Albrecht, Sammy Gallop                                                        | -                         |
| 27. Dezember 1941 – 6. Februar 1942 6 Wochen (insgesamt 9) | 9                                     | Glenn Miller & His Orchestra with Tex Beneke & The Modernaires | Chattanooga Choo Choo Harry Warren, Mack Gordon                                                                | -                         |